# Rattus timorensis
Rattus timorensis é uma espécie de roedor da família Muridae.
Pode ser encontrada nos seguintes países: Indonésia e Malásia.